# Hey Hey Hey
"Hey Hey Hey" é uma canção da cantora norte-americana Katy Perry, gravada para o seu quinto álbum de estúdio Witness. A 12 de janeiro de 2018, a Universal Music Group enviou o tema para as rádios italianas para servir como quarto single do disco.

## Créditos
A canção apresenta os seguintes créditos:
- Katy Perry – composição, vocais, vocais de apoios;
- Max Martin – composição, produção, programação, percussão;
- Sia Furler – composição;
- Ali Payami – composição, produção, programação, percussão, baixo, sintetizador, piano
- Sarah Hudson – composição;
- Astrid S – vocais de apoio;
- Sam Holland – engenharia de áudio
- Cory Bice – assistência de engenharia;
- Jeremy Lertola – assistência de engenharia;
- Peter Karlsson – edição vocal;
- Serban Ghenea – mistura;
- John Hanes – engenharia de mistura;
- Randy Merrill – masterização.

## Desempenho comercial

### Posições nas tabelas musicais
| Tabela musical (2017-2018)     | Melhor posição |
| ------------------------------ | -------------- |
| Nova Zelândia - NZ Heatseekers | 5              |
| Chéquia - Rádio - Top 100      | 53             |
| Suécia - Sverigetopplistan     | 95             |